# Ahaetulla fasciolata
Espèce
Synonymes
- Tragops fasciolatus Fischer, 1885

Statut de conservation UICN

 LC  : Préoccupation mineure
Ahaetulla fasciolata  est une espèce de serpents de la famille des Colubridae.

## Répartition
Cette espèce se rencontre au Brunei, en Indonésie, en Malaisie, à Singapour et en Thaïlande.

## Description

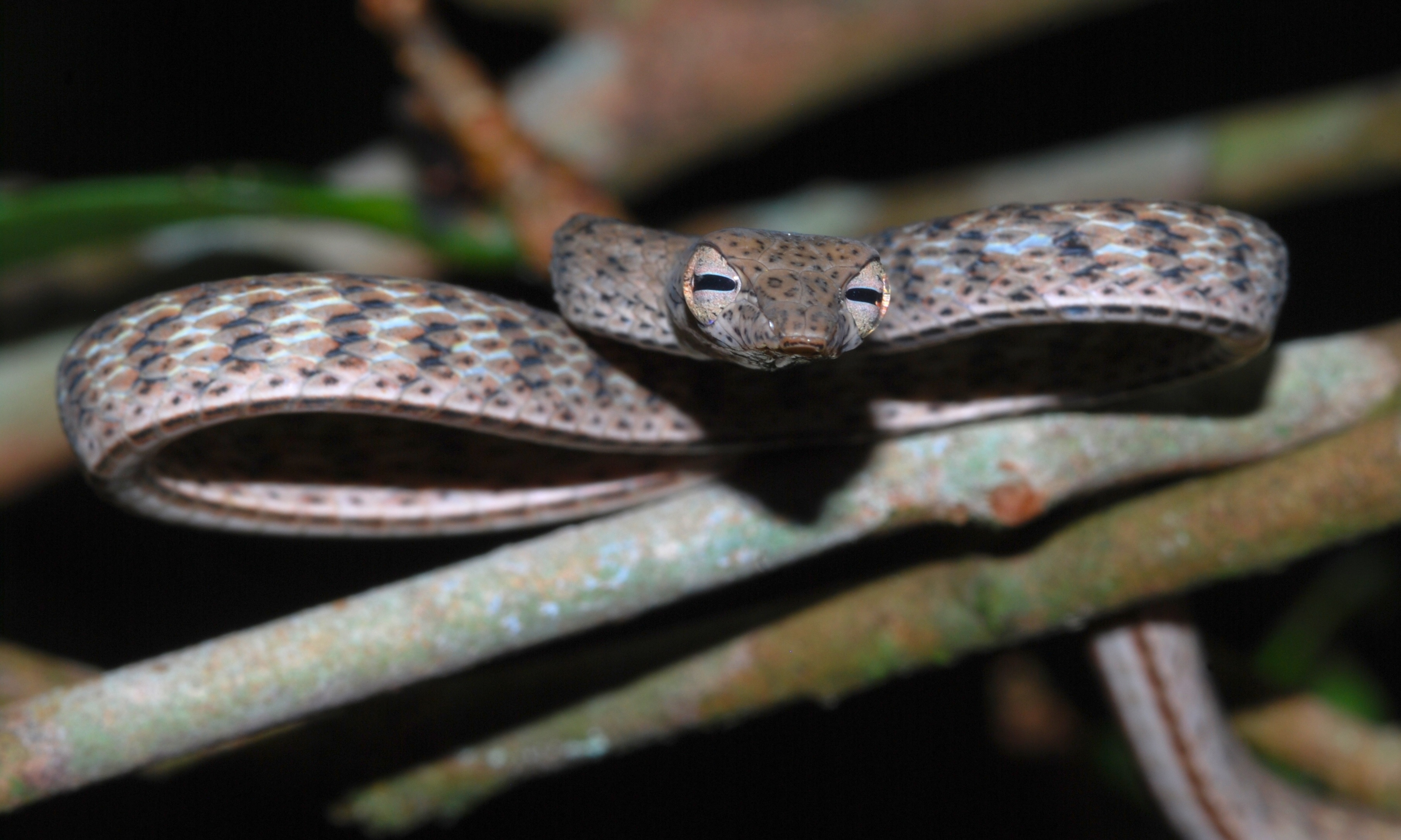

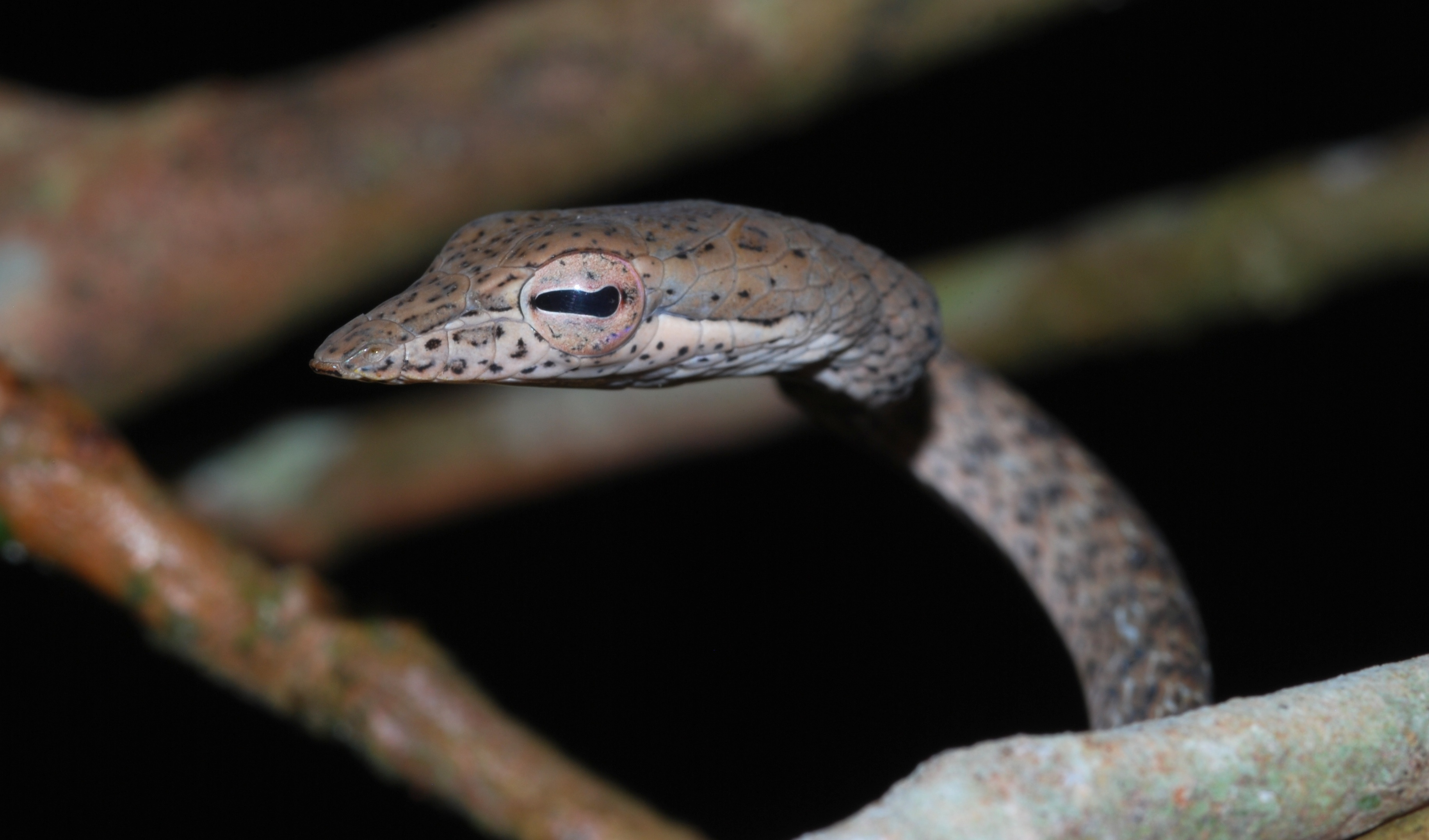

Ahaetulla fasciolata est une espèce légèrement venimeuse mais généralement inoffensive pour les humains. Elle est vivipare.

## Publication originale
- Fischer, 1885 : Über eine Kollektion von Amphibien und Reptilien aus Südost Borneo. Archiv für Naturgeschichte, vol. 51, p. 41-72 (texte intégral).